# Andrea Demirović
Andrea Demirović (17 de junio de 1985 en Podgorica, Yugoslavia, actual Montenegro) es una cantante montenegrina, es también conocida simplemente como Andrea.
Su carrera musical dio comienzo en el Festival de Suncane del 2002. A lo largo de su carrera ha grabado dos discos. El primero de ellos salió a la venta en 2006, bajo el título de Andrea. Su segundo disco fue lanzado en 2008 y su primer sencillo era una versión en inglés de la canción de Mirela, La Reina de La Noche, titulada The Queen Of The Night.

## Eurovision 2009
El 23 de enero de 2009, la televisión montenegrina anunció que Andrea Demirović sería su representante nacional para el Festival de la Canción de Eurovisión 2009 con la canción Just Get Out Of My Life.
El 12 de mayo de 2009, participa en la primera semifinal actuando en primera posición, quedaría en el puesto 11 con 44 puntos (hasta ahora el segundo mejor resultado de Montenegro en el Festival de la Canción de Eurovisión), pero al no haber quedado clasificada entre una de las primeras nueve canciones de dicha semifinal, no logra pasar a la gran final y Montenegro vuelve a quedar eliminado en semifinales por tercer año consecutivo.